# 嘉模泳池
嘉模泳池（葡萄牙語：Piscina do Carmo），位於澳門氹仔嘉模堂區光復街，於1994年2月3日開幕，設有一個室內暖水泳池和一個室外泳池，其中室外泳池僅於每年5月1日至10月31日期間開放。

## 歷史
運輸曁工務政務司韋高信，海島巿政廳廳長陸能度及游泳總會會長1990年12月15日下午3時15分在督轅簽署一項興建氹仔泳池的協議書。由於興建新澳氹大橋關係，泳總轄下位於新口岸的泳棚需要遷拆。加上該處缺乏基建設施，並受海水汚染，促使有關方面尋求完滿解决方法。因此，澳門政府决意興建一座泳池，使泳總能在更佳條件下，繼續推行游泳活動，吸引更多人參與。泳池位於氹仔，由海島巿政廳協助，撥地興建，相信滿足巿民一向之願望。至於管理及有關設施，按協議規定由泳總負責。
位於氹仔星星花園側的氹仔泳池於1994年2月3日正式啓用，澳督韋奇立為這耗資900萬元的體育設施主持開幕儀式。港口大橋辦公室負責這個泳池的興建工作。泳場內設大小兩個泳池，大池面積15米乘25米，是一個有蓋的暖水池，可一年四季供泳隊作練習用。小池則為露天的習泳用池，供初學者上課使用。而泳場上亦設有餐廳及淋浴室、更衣室等設備。另外，更有一個控制室，供泳會觀察學員的情況，方便練習。這個泳場是政府拆卸了新口岸泳棚後，另外提供予游泳總會使用的習泳場所，因此，泳場之管理及運作，會分由泳總及體育總署負責。
2017年8月23日，受颱風天鴿正面吹襲澳門影響，多個體育局轄下體育設施遭受到不同程度的破壞，經過檢查維修及進行一系列清理工作之後，嘉模泳池於2017年9月8日起重新開放。
2020年1月，體育局表示因應COVID-19疫情導致體育設施需關閉， 直至同年6月6日起重新恢復對外開放，可容納人數需作出限制並調整公眾開放時間。同年6月23日，體育局公佈對向原來購買了嘉模泳池2020年1月份月票的市民作出退款， 有關退款金額將按照1月份嘉模泳池暫停開放的日數依比例計算，市民可於2020年6月24日至8月31日的09:00-20:00期間親臨售票處辦理退款，亦可以授權方式委託他人代辦。

## 設施

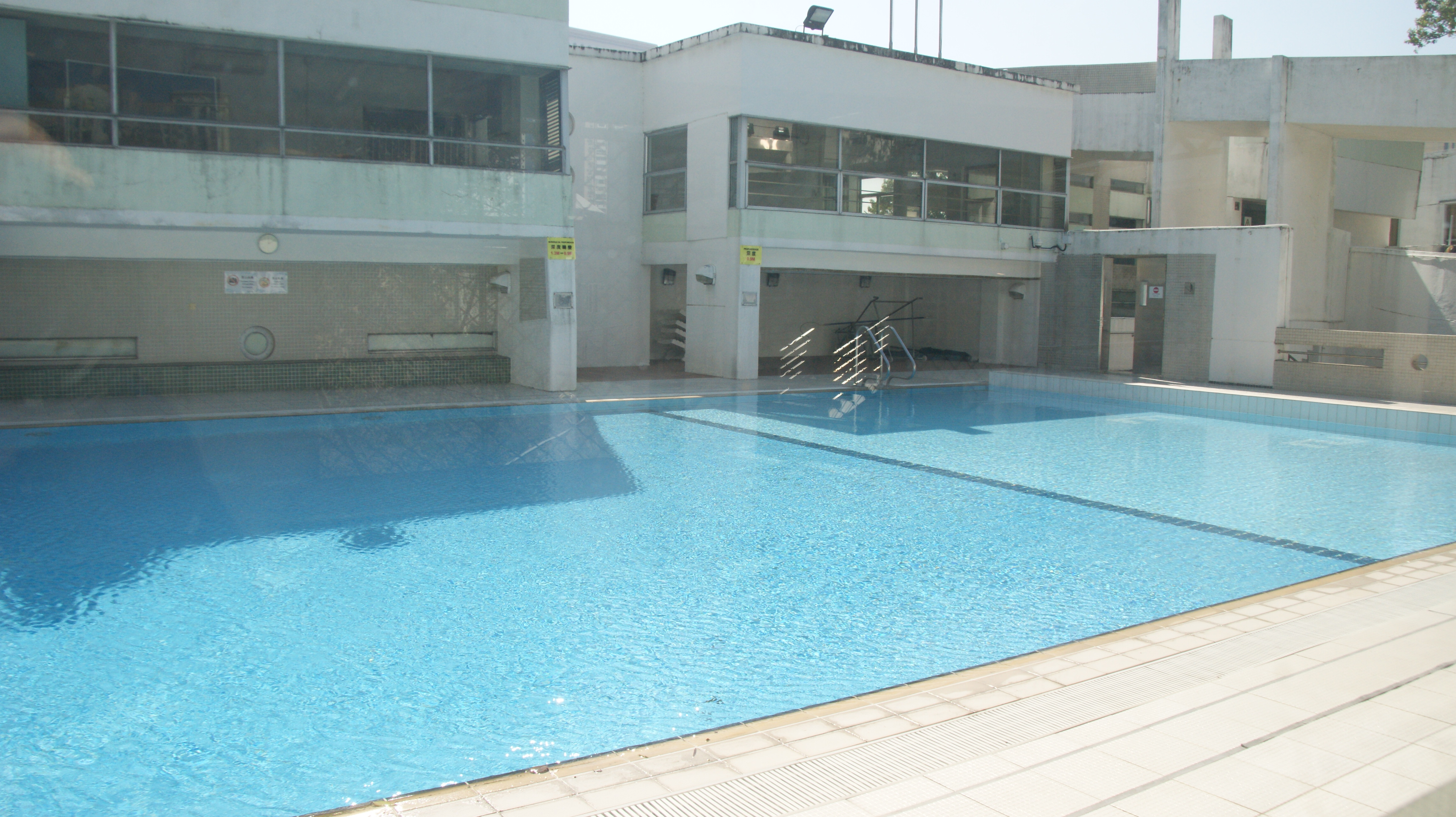
露天泳池

共有兩個游泳池。包括一個露天及一個室內泳池，亦包括健身室，以及澳門游泳總會的會址，而該泳池亦會優先供泳總人員使用。而且此泳池設有暖水系統，可供泳客於寒冷天氣暢泳。

## 開放安排
室外泳池僅於每年5月1日至10月31日開放，室內泳池全年開放。由2020年8月起共分為3節開放。第一節:07:00-11:00、第二節:12:00-16:00、第三節:17:00-22:30，泳池設有清池時段，將透過體育局以新聞稿方式公佈。

## 收費
| 類別                   | 門票 （澳門元） |
| ---------------------- | --------------- |
| 18歲或以上             | $15             |
| 18歲以下／持頤老咭人士 | $5              |
| 持有學生證之使用者     | $7              |

## 事件

### 外判服務公司救生員罷工事件
2018年8月22日，泳池救生員外判服務公司浪濤行發生勞資糾紛，體育局接通知由於救生數人手不足並擴大，轄下嘉模泳池的露天泳池暫停開放，室內泳池縮短開放時間為逢星期一、三、五開放時間為07:00-14:00，其餘時間為07:00-15:00。
2018年9月4日，因應救生員外判服務公司的救生員員工陸續復工，調整開放時間改為11:00-19:00。